# Egyptische marine
De Egyptische marine (Arabisch: القوات البحرية المصرية) is de maritieme tak van de Egyptische strijdkrachten. Het is de grootste marine in het Midden-Oosten en Afrika, en is de zesde grootste ter wereld gemeten aan het aantal schepen. De missies van de marine omvatten bescherming van de meer dan 2000 kilometer kustlijn van de Middellandse Zee en de Rode Zee, verdediging van de toegangswegen tot het Suezkanaal en ondersteuning van legeroperaties. De meerderheid van de moderne Egyptische marine werd in de jaren zestig met behulp van de Sovjet-Unie gecreëerd. De marine ontving in de jaren tachtig schepen uit China en westerse landen. Ook de kustwacht is onderdeel van de Egyptische marine.

## Geschiedenis
Egypte heeft sinds de Oud-Egyptische tijd een marine gehad. De oude Egyptische marine was een vitaal onderdeel van het leger van het oude Egypte en hielp troepen langs de rivier de Nijl te vervoeren en vele veldslagen te bestrijden. De oude Egyptische marine importeerde veel van hun schepen uit landen zoals het koninkrijk Cyprus.
Aan het begin van de 19e eeuw ontwikkelde Egypte onder Mohammed Ali van Egypte een modern leger en marine naar Europees voorbeeld. Na tussenkomst in de Griekse Onafhankelijkheidsoorlog op verzoek van Ottomaans Turkije, werd de Egyptische marine in 1827 vernietigd in de Zeeslag bij Navarino door de vloten van Groot-Brittannië, Frankrijk en Rusland. Een vervangende vloot werd gebouwd voor de Eerste Egyptisch-Ottomaanse Oorlog in 1831, en landde troepen in Jaffa ter ondersteuning van het Egyptische leger dat naar Syrië marcheerde.

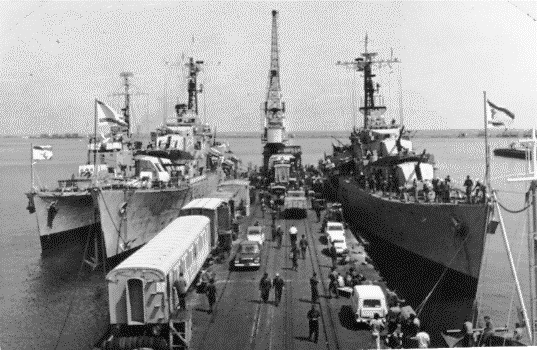
De Israëlische destroyervloot in de haven van Haifa in mei 1967

De Egyptische marine was betrokken bij de reeks conflicten met Israël. Tijdens de Suez-crisis stuurde Egypte een voormalige Britse klasse-torpedojager naar Haifa met het doel de olie-installaties aan de kust van de stad te beschieten. Toen het de stad begon te bombarderen, werd het verdreven door een Frans oorlogsschip en vervolgens achtervolgd door de Israëlische torpedojagers die, met de hulp van de Israëlische luchtmacht, het schip veroverden.

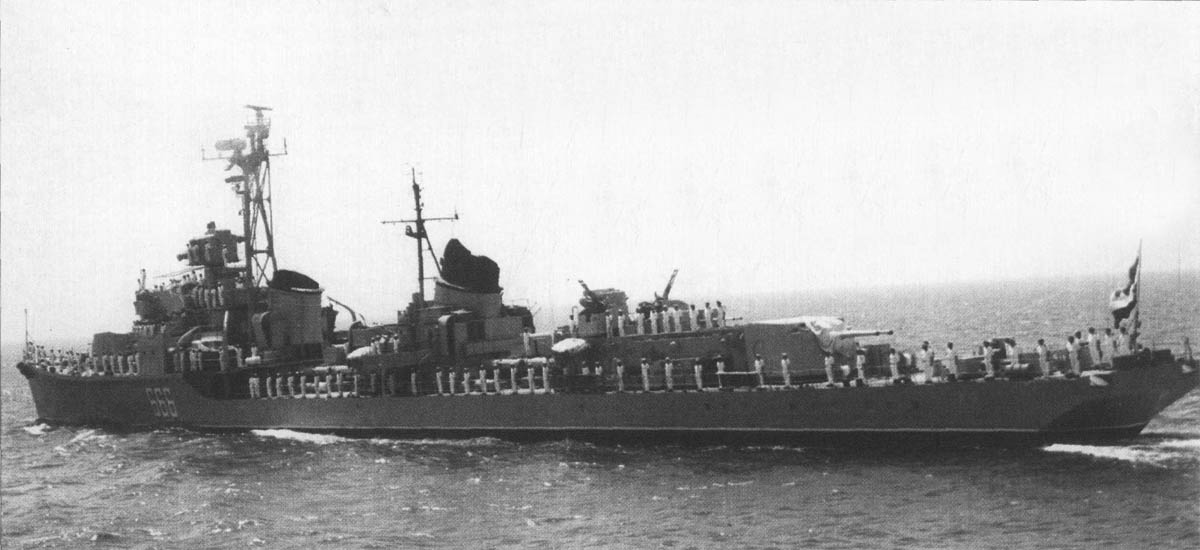
De Egyptische destroyer El Zafer

De blokkade door de Egyptische marine van Israëlische schepen in de Straat van Tiran die op weg waren naar de Israëlische haven van Eilat was een van de hoofdoorzaken van de Zesdaagse Oorlog. Maar tijdens deze oorlog zelf waren de marineactiviteiten slechts beperkt van omvang. Beide partijen gingen er terecht van uit dat de westerse mogendheden de vitale zeeroutes over de Middellandse Zee open zouden houden, zodat Israël geen moeite deed ze te verdedigen, en de Arabische landen niet poogden ze te blokkeren.
In de nacht van 5 op 6 juni 1967 voerden zes kikvorsmannen van de Israëlische marinecommando-eenheid Sjajetet 13, afgezet door de onderzeeër Tanin, een aanval uit op de Egyptische marinevloot van Alexandrië. Ze beschadigden met hun mijnen slechts een schuit en een baggerschip omdat hun bedoelde doelen, twee destroyers, daarmee opzettelijk van ligplaats hadden gewisseld. De commando's werden allen gevangengenomen en in 1968 weer vrijgelaten. De Israëlische luchtmacht deed geen serieuze pogingen de Egyptische oorlogsbodems tot zinken te brengen, gezien de dichte concentratie luchtafweergeschut in de marinehavens.
In de Jom Kipoeroorlog blokkeerde Egypte het commerciële verkeer naar Eilat in de Golf van Aqaba door mijnen te leggen; het heeft ook geprobeerd Israëlische havens aan de Middellandse Zee te blokkeren. De marine gebruikte ook de kustartillerie ten oosten van Port Fouad om het Egyptische leger te ondersteunen om zich voor te bereiden op de aanval op het Suezkanaal.

## Bases
De thuishaven van de Egyptische marine en de belangrijkste basis is in Alexandrië aan de Middellandse Zee. Er is een tweede en derde mediterrane marinebases in Port Said en Mersa Matruh.
De marinebases van Egypte aan de Rode Zee zijn in Hurghada, Safaga, Berenice. en Suez.

## Materieel

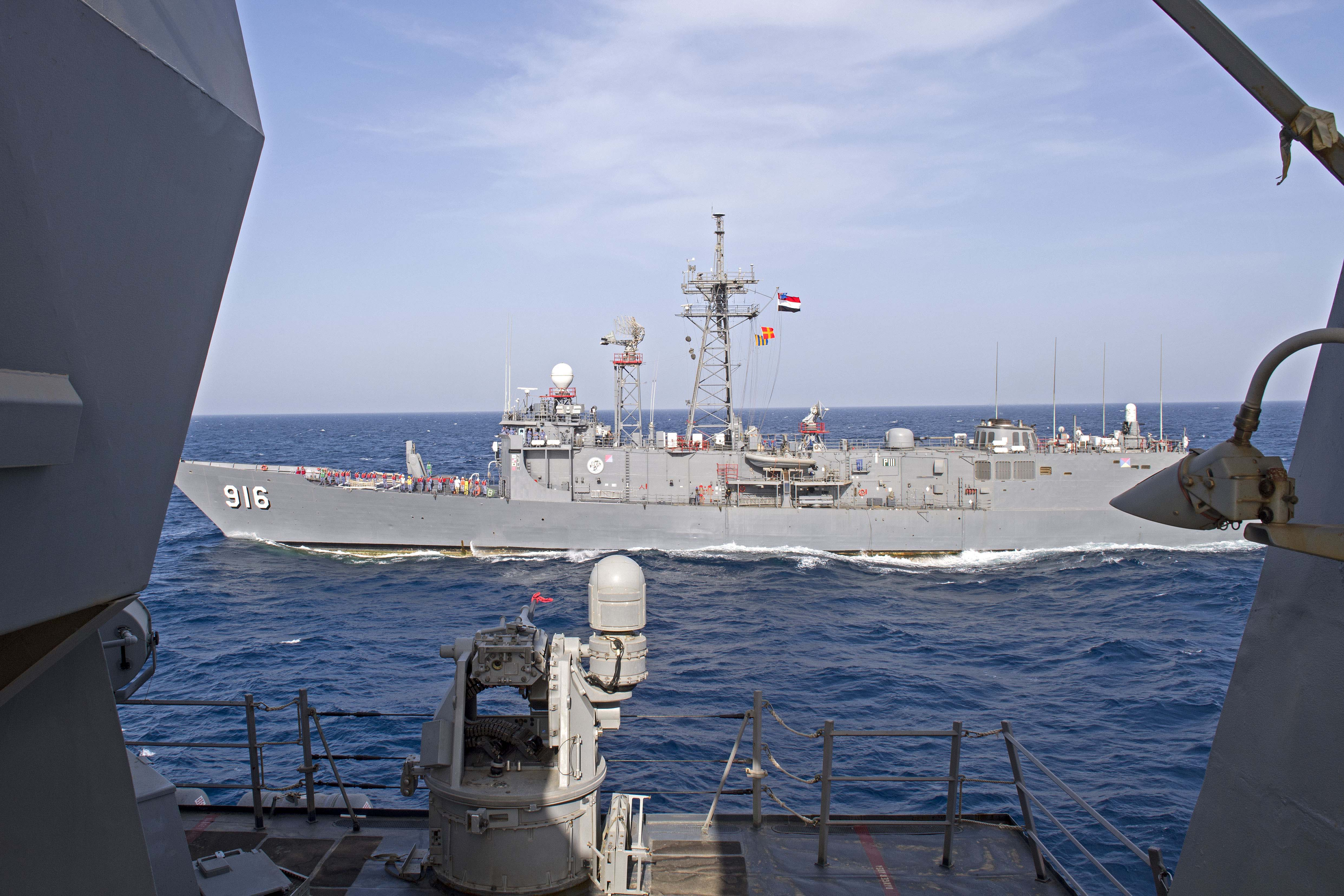
Egyptisch Fregat Taba onderweg in de Rode Zee

### Schepen
De vloot van de Egyptische marine bestaat o.a. uit:
- 11 Fregatten , waarvan 3 MEKO A-200
- 7 Korvetten , waarvan 4 Gowind 2500
- 18 Landingsvaartuigen
- 45+ Torpedobootjagers
- 8 Onderzeebootjagers
- 23 Mijnenjagers en Mijnenvegers
- Diverse transportvaartuigen, tankers en sleepboten
- Patrouille vaartuigen in gebruik door de kustwacht

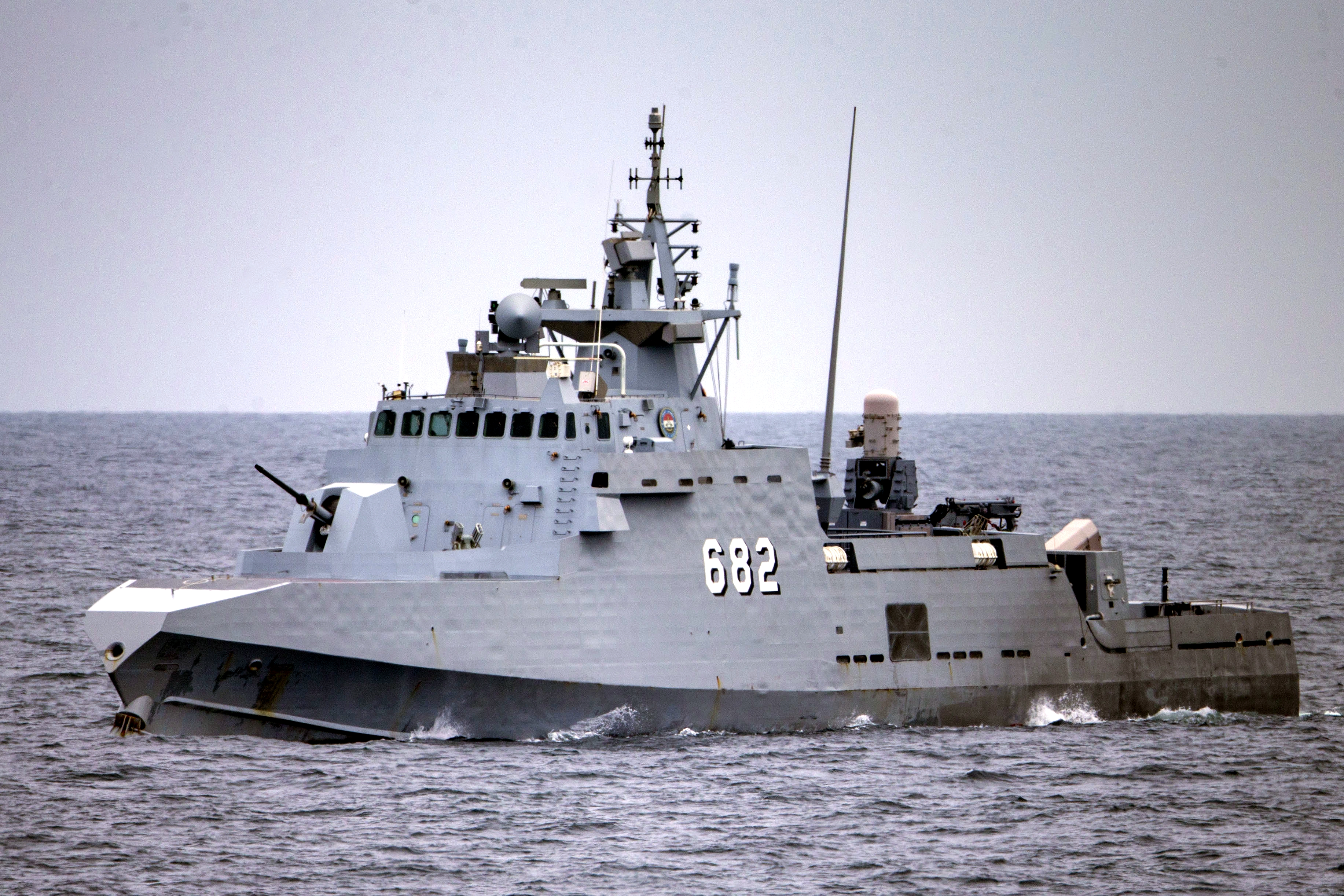
Egyptische torpedobootjager
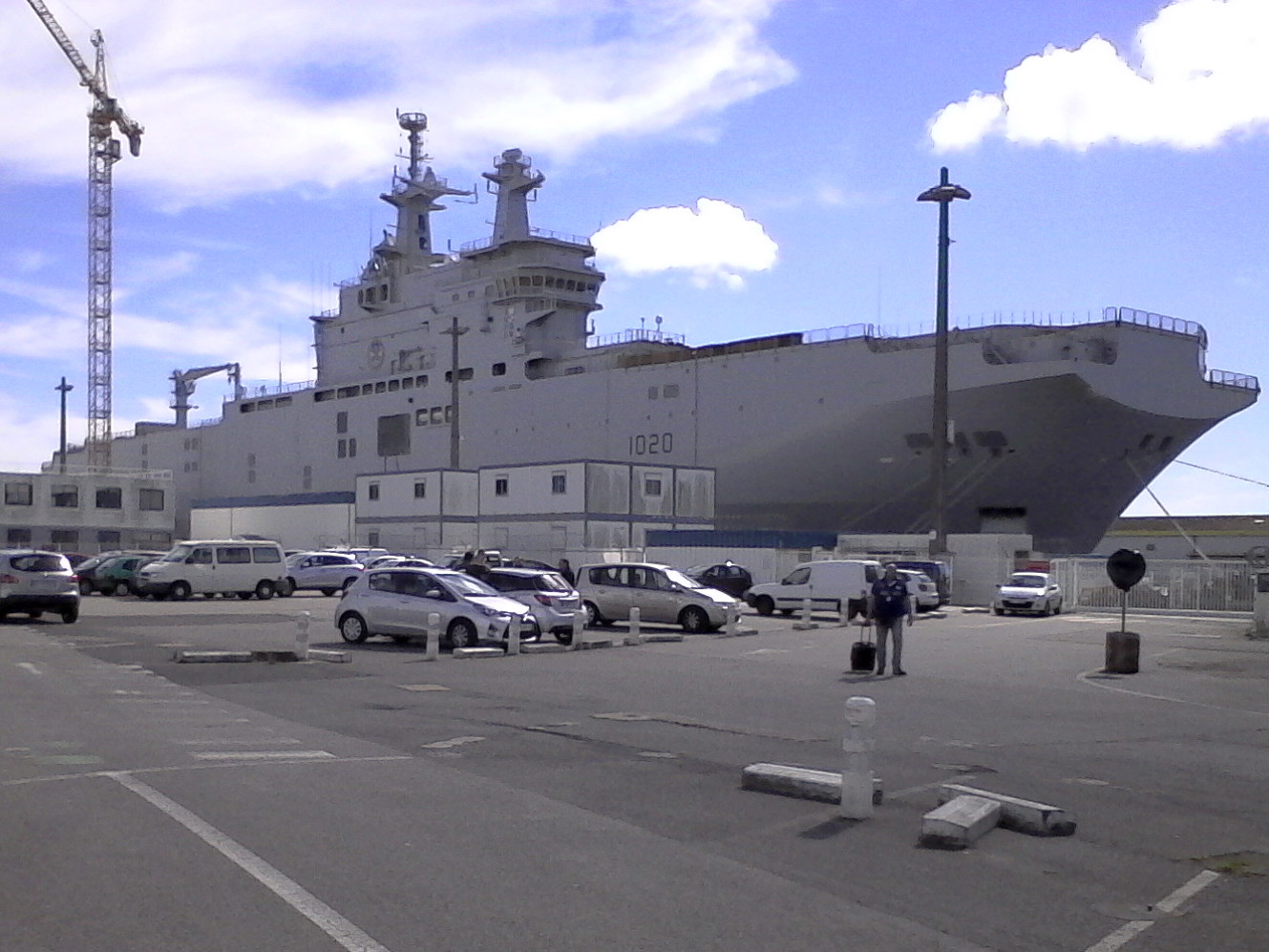
Schip van de Egyptische marine in haven

### Vliegtuigen en helikopters
De marine is afhankelijk van de Egyptische luchtmacht voor maritieme verkenning en bescherming tegen onderzeeërs. De uitrusting van de luchtmacht die de marine ondersteund omvat o.a. het volgende:
- 9 Aérospatiale Gazelle helikopters, gebruikt voor verkenning van de wal langs de kust.
- 10 Kaman SH-2G Super Seasprite (met 3 extra gebruikt als reserveonderdelen), bewapend met anti-onderzeeërtorpedo's.
- 5 Sea King-helikopters met antiship-raketten en antisubmarine-torpedo's.
- 8 Grumman E-2C Hawkeye-vliegtuigen, gebruikt om de zeegrenzen tussen andere missies te beveiligen;
- 6 Beechcraft 1900C-vliegtuigen voor maritieme bewakingsdoelen met zoek- en zijwaarts gerichte radar.
- Mil Mi-8 en Sea King helikopters om troepen te vervoeren.

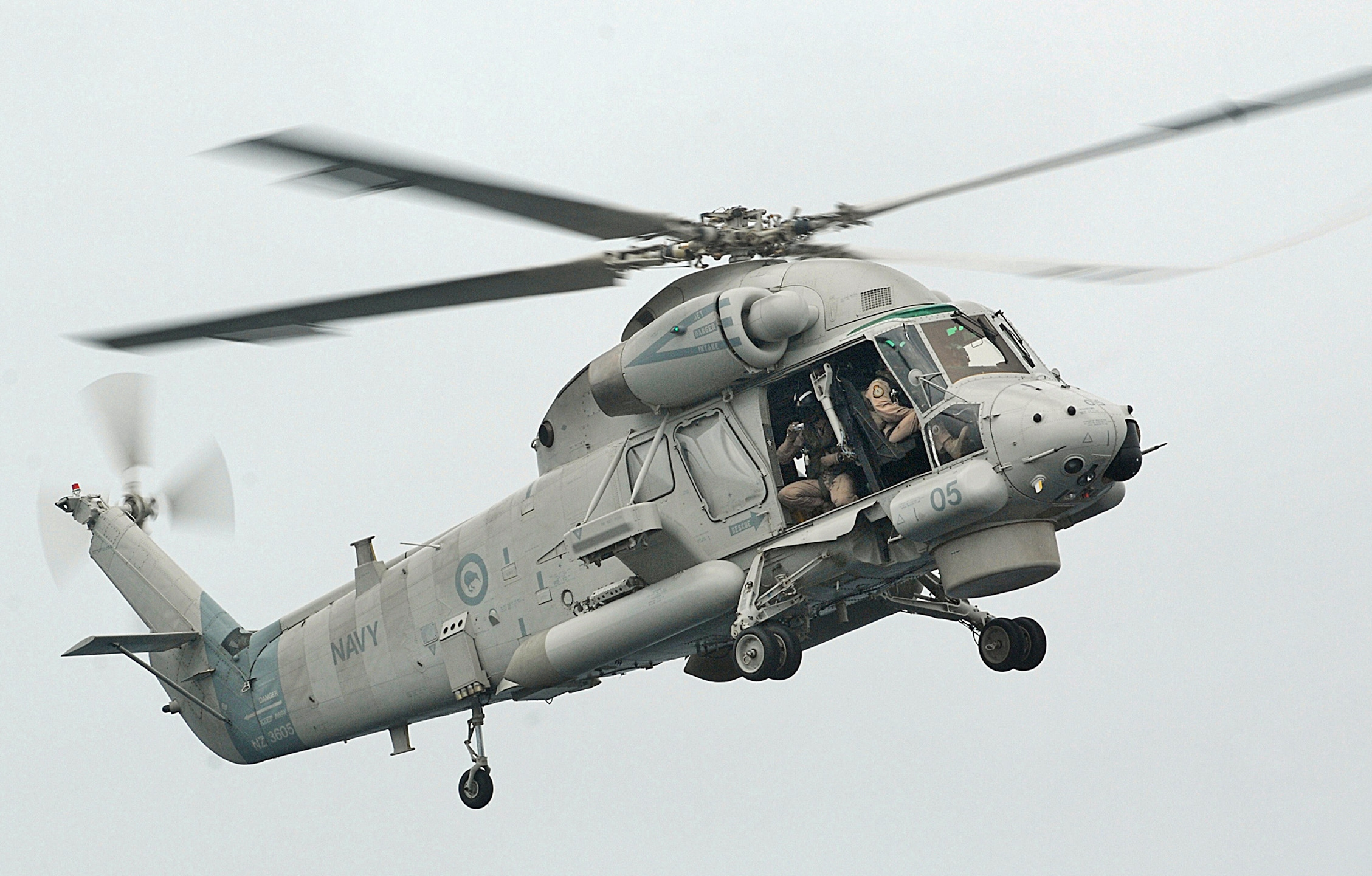
Kaman SH-2G Super Seasprite
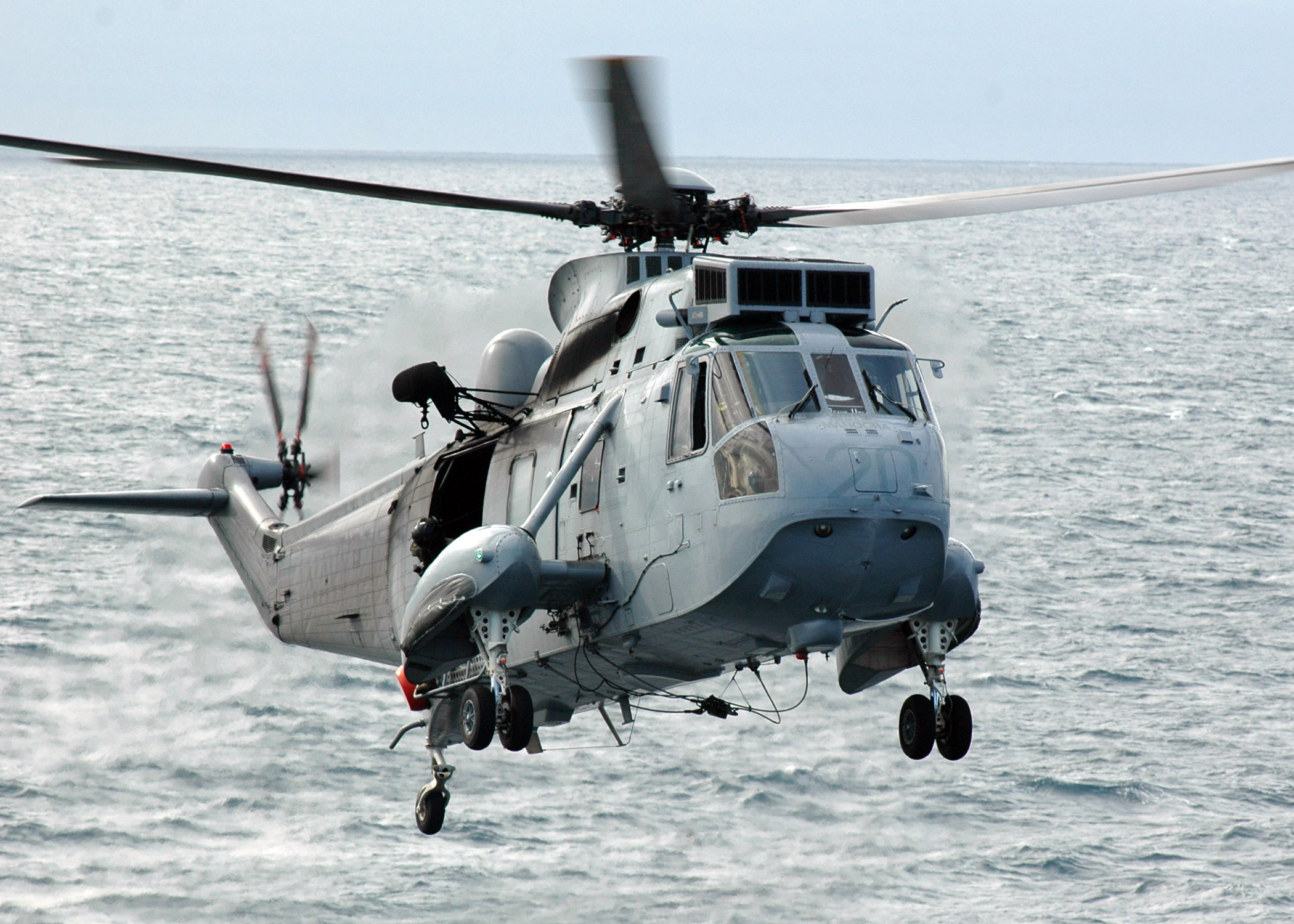
Sea King-helikopter
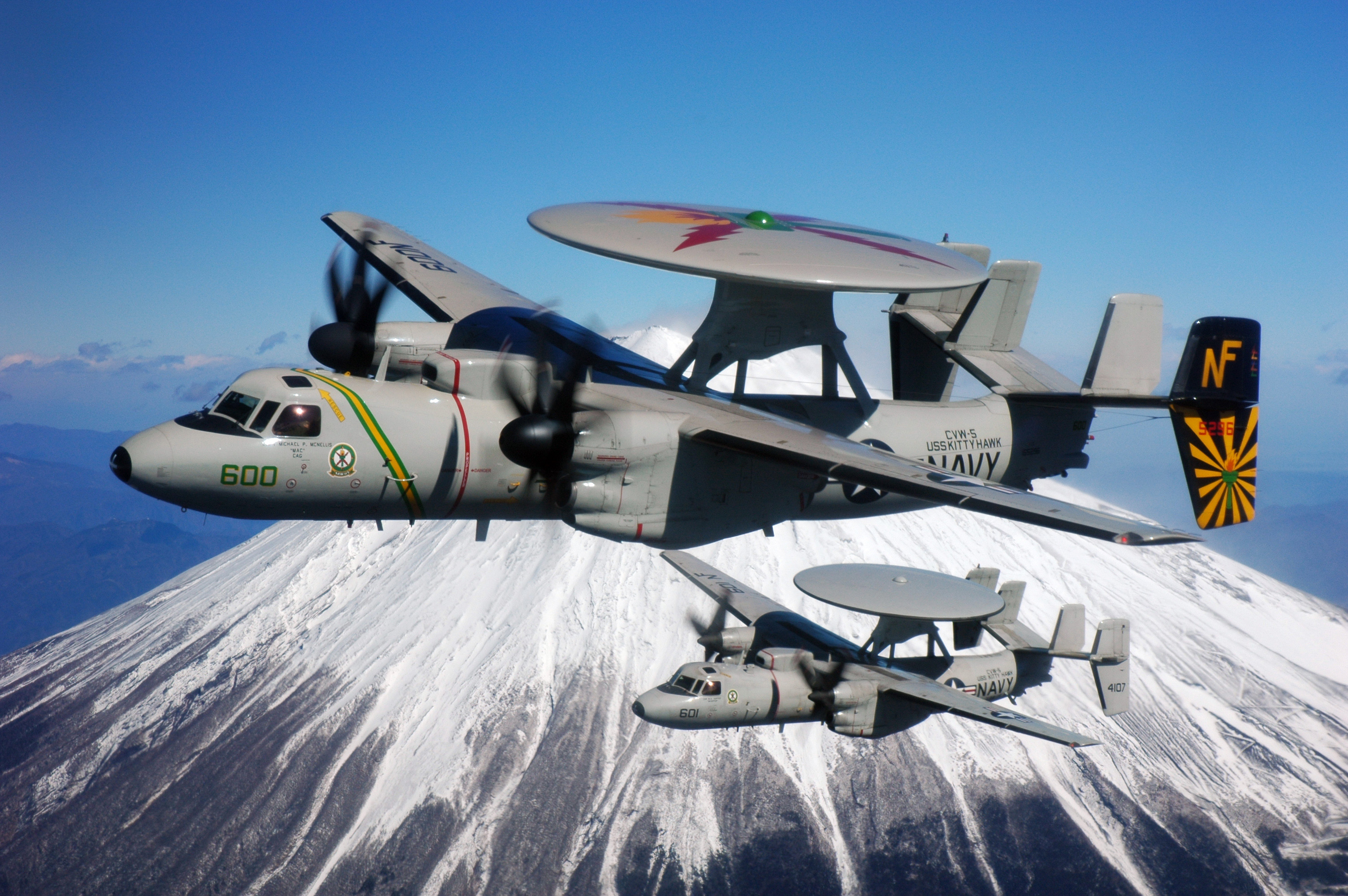
Northrop Grumman E-2 Hawkeye

## Vlootvernieuwing
De marine ondergaat momenteel een modernisering van haar vloot. Op 16 februari 2015 bestelde de Egyptische marine bijvoorbeeld een FREMM multifunctioneel fregat van de Franse scheepsbouwer DCNS, als onderdeel van een grotere deal ter waarde van € 5,2 miljard. Egypte heeft ook een contract ondertekend van € 1 miljard met DCNS om vier Gowind 2.500-tons Korvetten te kopen met een optie voor twee extra.  De optie voor twee extra korvetten werd niet gelicht https://www.navalnews.com/naval-news/2020/05/egyptian-navys-final-el-fateh-class-corvette-luxor-launched-by-alexandria-shipyard/

### Onderzeeboten
De verouderde onderzeebootvloot die bestond uit Class 2 Romeo onderzeeërs moest worden vervangen. Egypte heeft vier onderzeeërs van het Type 209 met een waarde van € 920 miljoen per stuk uit Duitsland overgenomen.

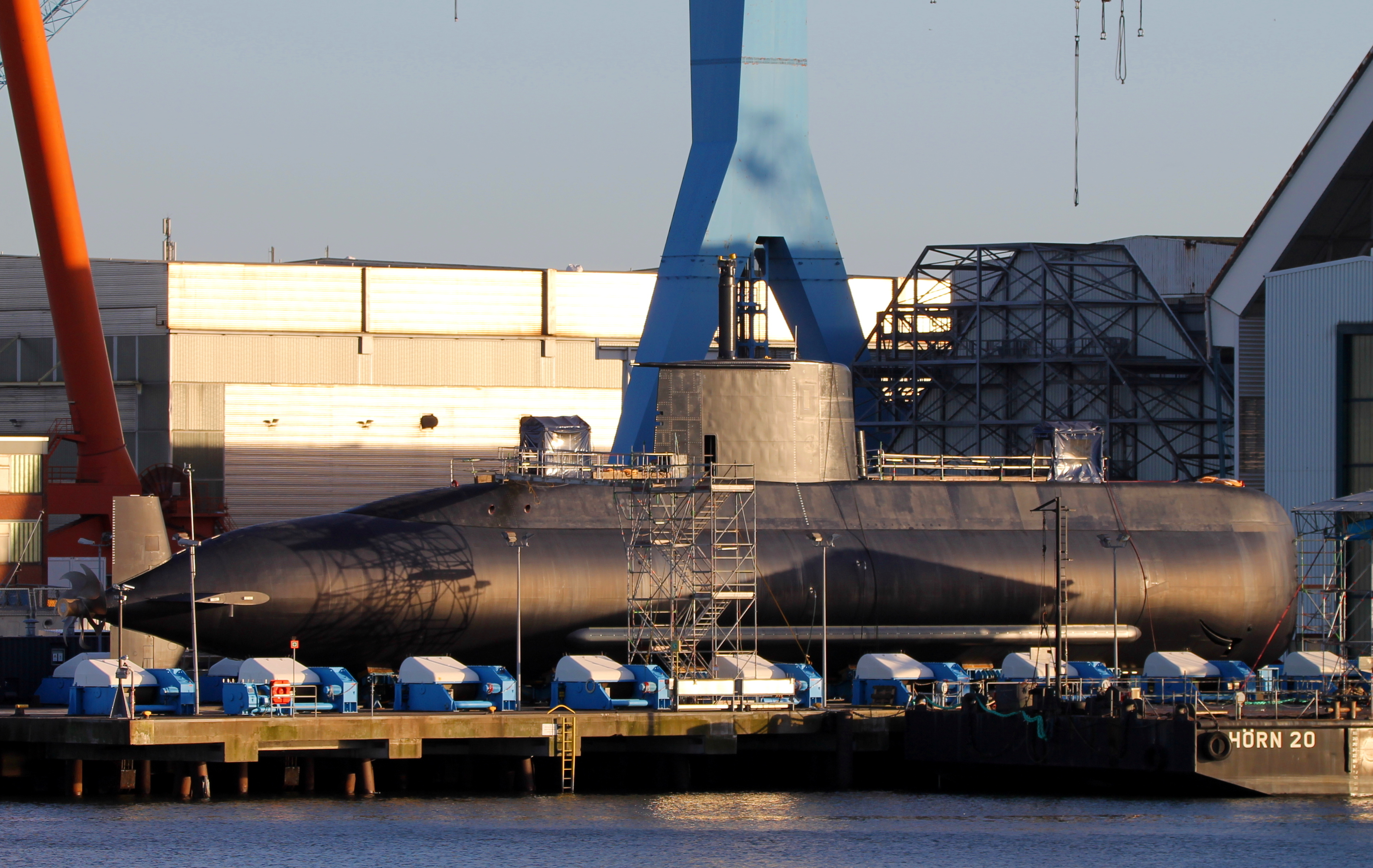
Type 209 onderzeeër op droogdok in Duitsland voor verkoop aan Egypte
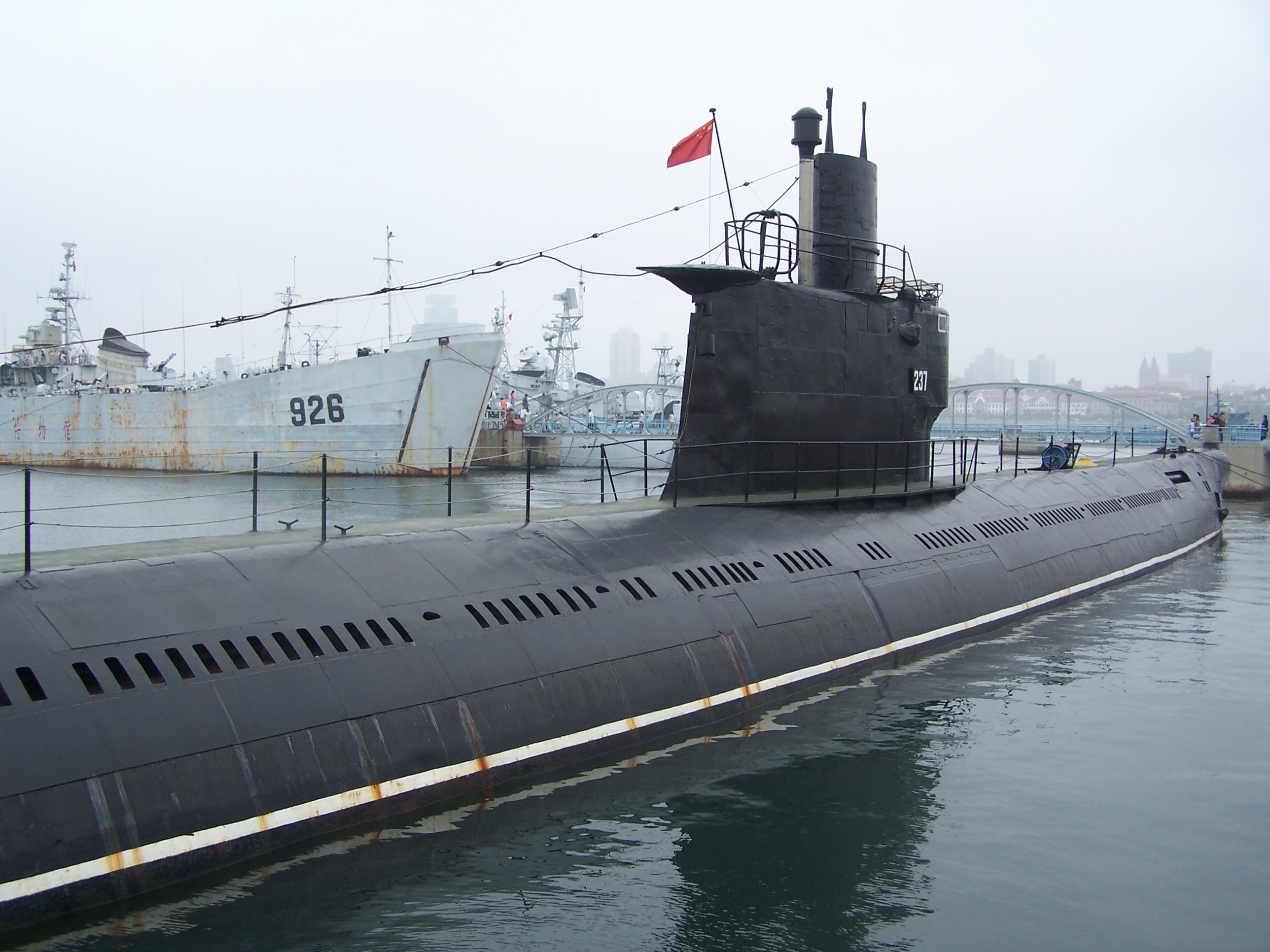
Class2-Romeo onderzeeër

### Amfibische vloot
Op 7 augustus 2015 werd bekend dat Egypte en Saoedi-Arabië in gesprek waren met Frankrijk om twee amfibische aanvalsschepen van de Mistralklasse te kopen die oorspronkelijk voor Rusland waren bedoeld. Le Monde citeerde een Franse diplomatieke bron als bevestiging dat de Franse president François Hollande de zaak met de Egyptische president Abdul Fatah al-Sisi had besproken tijdens zijn bezoek aan Egypte voor de inauguratie van het nieuwe Suezkanaal in Ismailia. Op 24 september 2015 werd bekend dat er een overeenkomst was bereikt met Egypte voor de levering van de twee Mistrals. De eerste Mistral-helikopterdrager, vernoemd naar oud president Gamal Abdel Nasser, arriveerde in juni 2016 in Alexandrië.
 Egyptische landmacht ·  Egyptische marine ·  Egyptische luchtmacht ·  Egyptische luchtverdediging